# Barroxenus panamanus
Barroxenus panamanus är en mångfotingart som beskrevs av Chamberlin 1940. Barroxenus panamanus ingår i släktet Barroxenus, ordningen penseldubbelfotingar, klassen dubbelfotingar, fylumet leddjur och riket djur. Inga underarter finns listade i Catalogue of Life.